# دریاچه لوسرن
دریاچهٔ لوسِرن (به انگلیسی: Lake Lucerne، به آلمانی: Vierwaldstättersee) دریاچهای در مرکز سوئیس که از نظر وسعت چهارمین دریاچهٔ وسیع این کشور محسوب می‌شود
دریاچهٔ لوسرن، دریاچه‌ای بزرگ و با شکلی عجیب است که در میان کوه‌های سربه‌فلک‌کشیده قرار گرفته‌است و اغلب آن را به آبدرههای مشهور نروژ تشبیه می‌کنند. وسعت این دریاچه ۱۱۴ کیلومتر مربع و حداکثر عمق آن ۲۱۴ متر است.

## لوسرن و نام‌گذاری سونات مهتاب بتهوون
سونات شماره ۱۴ پیانو اثر لودویگ فان بتهوون، که به سونات مهتاب معروف است، نامی است که لودویگ رِلْشْتاب، شاعر آلمانی، بر آن نهاده‌است.
رِلْشْتاب در سال ۱۸۳۲، یعنی پنج سال بعد از درگذشتِ بتهوون، این نام را به سوناتِ بسیار معروفِ او داد. رِلْشْتاب در سال ۱۸۳۶ این‌گونه نوشته‌است: «این سونات برای بتهوون، یادآورِ دریاچهٔ لوسِرن در سوئیس بود که نور ماه در آن منعکس می‌شده‌است؛ و این تنها دلیلِ من برای نام‌گذاری این عنوان بر روی سونات شماره ۱۴ پیانو بتهوون است.»